# Tachuris
Genre
Tachuris est un genre de passereaux de la famille des Tyrannidés. Il se trouve à l'état naturel dans l'Ouest de l'Amérique du Sud.

## Liste des espèces
Selon la classification de référence du Congrès ornithologique international (version 9.1, 2019) :
- Tachuris rubrigastra (Vieillot, 1817) — Tyranneau omnicolore[2]
  - Tachuris rubrigastra alticola (von Berlepsch & Stolzmann, 1896)
  - Tachuris rubrigastra libertatis (Hellmayr, 1920)
  - Tachuris rubrigastra loaensis (Philippi Bañados & Johnson, AW, 1946)
  - Tachuris rubrigastra rubrigastra (Vieillot, 1817)